# Serin à gros bec
Crithagra donaldsoni
Espèce
Statut de conservation UICN

 LC  : Préoccupation mineure
Synonymes
- Serinus donaldsoni

Le Serin à gros bec (Crithagra donaldsoni) est une espèce de passereaux de la famille des Fringillidae.

## Identification
La confusion entre mâles de serin à gros bec et de Buchanan est fréquente. Les trois critères déterminants sont, chez le serin à gros bec, les dessins céphaliques mieux marqués, le dessous plus uniformément jaune et le dos davantage brun vert. Chez les femelles, la confusion est impossible avec un dimorphisme sexuel très prononcé chez le serin à gros bec (femelle blanchâtre) et peu marqué chez le serin de Buchanan (femelle jaune verdâtre).

## Distribution
En petites taches disséminées en Somalie, dans le sud de l’Éthiopie (parc national Awash, Fejeje, Yaballo, Mega) et le nord-ouest du Kenya (est du lac Turkana avec l’île Centrale, Marsabit, Ndotos, Nasolot, Wamba, Rumuruti, Baringo, Garissa).

## Habitat
Selon Fry & Keith (2004), il habite les zones de parc, parsemées d’arbres épineux et les plaines arides tapissées de broussailles (sud de l’Éthiopie), les régions ouvertes à buissons d’acacias (Somalie) puis les savanes buissonneuses, les steppes arbustives à acacias et les fourrés dans les semi-déserts (nord du Kenya)

## Alimentation
D’après Clement et al. (1993) elle consiste en graines d’acacia que les oiseaux prélèvent en s’accrochant de façon acrobatique et, sur le sol, en graines de plantes herbacées. Ottaviani (2011) a montré, photos à l’appui, que le serin à gros bec consomme également des bourgeons d’un arbuste épineux et de jeunes feuilles d’acacia.

## Mœurs
Il évolue seul ou par couples, parfois en petits groupes (Somalie) et, à une occasion, en un petit groupe de trois individus (Éthiopie) (Fry & Keith 2004).

## Nidification
Plusieurs nids ont été découverts mais aucun n’a été décrit. La ponte compte deux œufs sur un total de trois pontes découvertes au Kenya (Fry & Keith 2004).